# Estadio Hernán Ramírez Villegas
Das Estadio Hernán Ramírez Villegas ist ein Fußballstadion mit Leichtathletikanlage in der kolumbianischen Stadt Pereira.
Es bietet Platz für 38.500 Zuschauer und dient dem Verein Deportivo Pereira als Heimstätte. Von Mai 2014 bis März 2015 trug zudem Águilas Pereira (jetzt Águilas Doradas) seine Heimspiele im Stadion aus.

## Geschichte
| Estadio Hernán Ramírez Villegas |

| Lokalisierung von Risaralda in Kolumbien |

Das Estadio Hernán Ramírez Villegas in Pereira, einer kolumbianischen Stadt mit etwa einer halben Million Einwohnern im Westen des Landes, zwischen den drei größten Städten Kolumbiens Bogotá, Medellín und Cali gelegen, wurde im Jahre 1971 erbaut und noch im gleichen Jahr eröffnet. Seit der Fertigstellung der Sportstätte trägt der Verein Deportivo Pereira seine Heimspiele im Stadion aus. Der Verein konnte bis heute noch nie die Fußballmeisterschaft von Kolumbien gewinnen, der einzige wichtige Titelgewinn der Vereinsgeschichte ist der erste Platz in der Categoría Primera B im Jahr 2000. Aktuell spielt der Verein in der Categoría Primera A, der höchsten Spielklasse im kolumbianischen Fußball.
Im Jahre 2001 fand die Copa América in Kolumbien statt. Bei der Südamerikameisterschaft war Pereira und damit das Estadio Hernán Ramírez Villegas ein Austragungsort. Neben dem Estadio Centenario de Armenia war das Stadion von Pereira allerdings das zweitkleinste Stadion und es wurden nur zwei Partien hier ausgetragen. Im Viertelfinale besiegte die Auswahl Mexikos die von Chile mit 2:0 und im Halbfinale konnte sich Mexiko auch gegen Uruguay behaupten. Im anderen Halbfinale gewann Kolumbien gegen Honduras in Manizales mit 2:0 und später in Bogotá auch die Copa América durch einen 1:0-Finalsieg gegen Mexiko im Estadio Nemesio Camacho.
Zehn Jahre später, 2011 fand erneut ein internationales Turnier im Estadio Hernán Ramírez Villegas statt. Das Stadion stellte einen Austragungsort der U-20-Fußball-Weltmeisterschaft. Für das Turnier wurde die Kapazität des Stadions von 30.500 auf 38.500 Plätze erhöht, ferner fanden einige Modernisierungsarbeiten statt. Im ersten der  beiden Gruppenspielen besiegte Ecuador Costa Rica, im anderen unterlag Saudi-Arabien Nigeria. Im weiteren Verlauf des Turniers fanden im Estadio Hernán Ramírez Villegas ein Achtelfinale (Kamerun unterlag Mexiko im Elfmeterschießen), ein Viertelfinale (Brasilien besiegte Spanien im Elfmeterschießen) und ein Halbfinale (Brasilien besiegte Mexiko) statt.

## Galerie

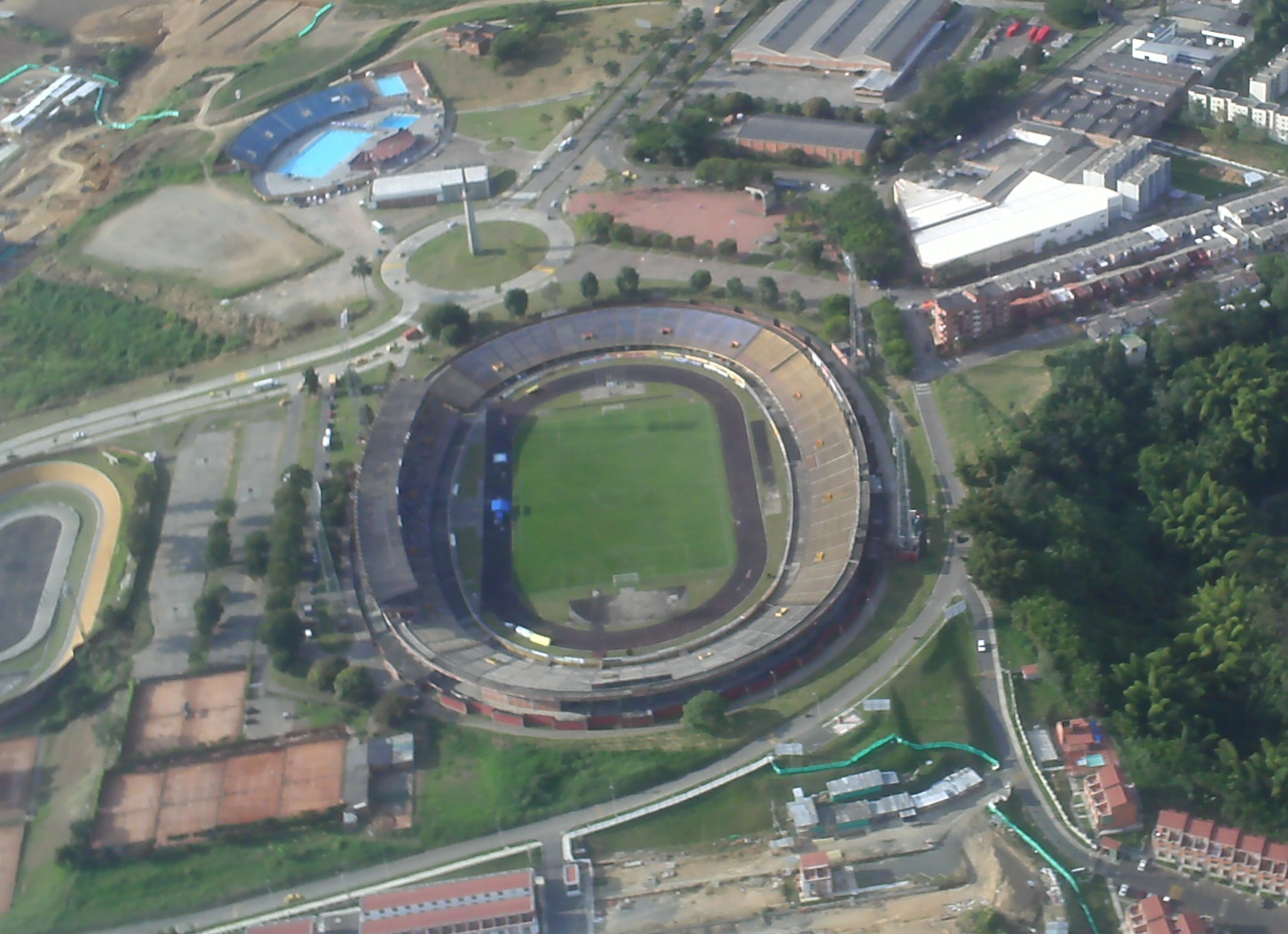
Das Estadio Hernán Ramírez Villegas von oben